# Cienkowarstwowe kultury przepływowe
Cienkowarstwowe kultury przepływowe (ang. nutrient film technique) – jedna z hydroponicznych metod uprawy roślin. Rośliny uprawiane są w długich rynnach po dnie których płynie cienka warstwa pożywki. Korzenie rozwijają się wewnątrz rynien, a stale krążąca pożywka pozwala na lepsze dotlenienie systemu korzeniowego oraz dostarczenie takiej ilości soli mineralnych jakie są potrzebne roślinie. Skład i jakość pożywki są stale kontrolowane i na bieżąco korygowane.
System nadaje się do uprawy sałaty, pomidora, papryki, truskawki, melona, konopi, tymianku, bazylii, majeranku, rukoli, melisy oraz wielu innych roślin z wyjątkiem korzeniowych.
Ze względów ekonomicznych nie opłaca się uprawiać roślin o niskiej cenie gdyż aparatura do systemu jest dość droga.